# Richard Lehmann (Geograph)
Richard Paul Lehmann (* 17. Mai 1845 in Neuzelle; † 6. Juni 1942 in Marburg) war ein deutscher Geograph und Professor an der Westfälischen Wilhelms-Universität Münster.

## Leben und Wirken
Von 1856 bis 1860 besuchte Richard Lehmann das Gymnasium in Guben, von 1860 bis 1862 das Gymnasium in Landsberg. 1863 begann er ein Studium der Geschichte und Sprachwissenschaft an der Universität Halle. Während seiner Studienzeit von April 1865 bis September 1866 leistete er Militärdienst (erst als Einj. Freiwilliger, ab April 1866 als Unteroffizier). 1866 setzte er sein Studium an der Universität Berlin fort, am 28. Juli 1869 erlangte er die Promotion (Dr. phil.) an der Universität Göttingen. Von Ostern bis Juli 1870 war er wissenschaftlicher Hilfslehrer an der Lateinischen Hauptschule der Franckeschen Stiftungen zu Halle (Saale), von 1870 bis 1871 Leutnant im Krieg gegen Frankreich, anschließend nahm er seine Tätigkeit als Hilfslehrer am Stadtgymnasium in Halle wieder auf. Von 1873 bis 1885 war er ordentlicher Lehrer und ab 1875 Oberlehrer an der Realschule I. Ordnung (später Realgymnasium) der Franckeschen Stiftungen zu Halle (Saale). 1875 begann er ein Studium der Erdkunde und Geologie an der Universität Halle, wo am 22. Juli 1881 die Habilitation für das Fach Erdkunde erfolgte. Anschließend war er dort Privatdozent für das Fach Erdkunde. Am 5. Juli 1882 wurde er mit der Matrikel-Nr. 2356 zum Mitglied der Deutschen Akademie der Naturforscher Leopoldina in Halle gewählt. Im Jahre 1885 erfolgte eine Berufung als außerordentlicher Professor für Erdkunde an der Akademie Münster, 1897 wurde er dort ordentlicher Professor. Von 1900 bis 1901 war er Rektor der Akademie Münster, von 1902 bis 1903 Dekan der Philosophischen Fakultät der Westfälischen Wilhelms-Universität Münster. Im Jahre 1906 erfolgte seine Emeritierung.
Richard Lehmann hatte großen Anteil am Ausbau der Akademie zur Universität und an der Einrichtung der Rechts- und Staatswissenschaftlichen Fakultät (1902), der Evangelisch-Theologischen Fakultät (1914) und der Medizinischen Fakultät (1925) der Universität Münster. Deswegen wurde er am 29. Juli 1919 zum Dr. jur. h. c. der Rechts- und Staatswissenschaftlichen Fakultät und am 16. Mai 1925 zum Dr. med. h. c. der Medizinischen Fakultät der Universität Münster ernannt. 1866 wurde ihm das Militärische Ehrenzeichen II. Klasse (für die Schlacht bei Königgrätz), 1870 das Eiserne Kreuz II. Klasse und im gleichen Jahre das Mecklenburgische Militärverdienstkreuz II. Klasse [Mecklenburg-Schwerin] verliehen. Er erhielt 1897 die Kaiser Wilhelm-Erinnerungsmedaille. 1901 wurde ihm der Königlich Preußische Roter Adler-Orden IV. Klasse, 1906 der Königliche Kronenorden III. Klasse verliehen. Im Jahre 1902 wurde er zum Geheimen Regierungsrat ernannt.